# Список бібліотек Житомирської області
Перелік найбільших книгозбірень області (обласні, центральні, центральні районні, міські публічні). На 2020 рік мережа публічних бібліотек Житомирщини нараховує 913 установ, з них 788 знаходяться у сільській місцевості. 

## Бібліотеки Житомира

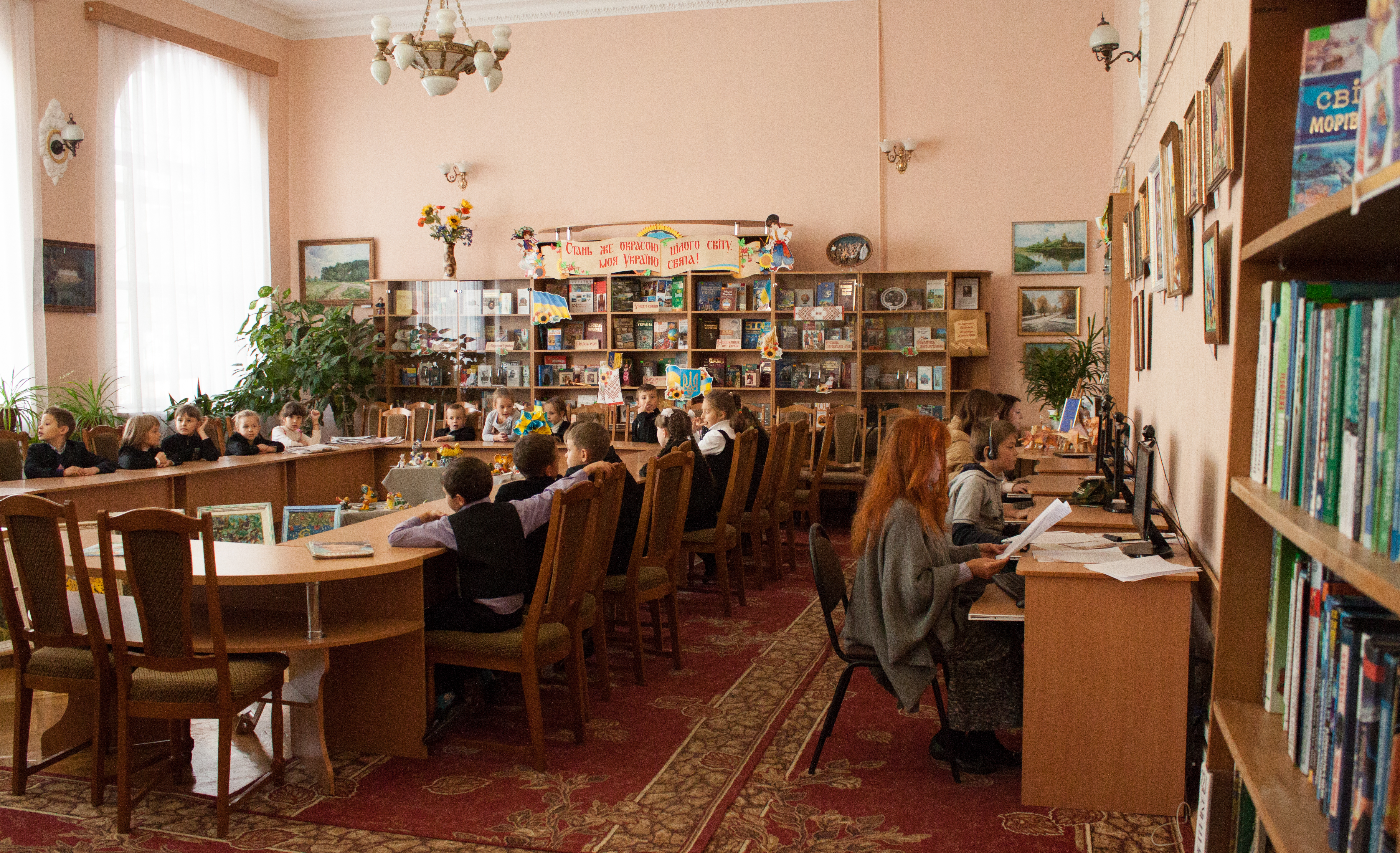
Зала Житомирської обласної бібліотеки для дітей

- Житомирська обласна бібліотека для дітей
- Житомирська центральна міська бібліотека ім. Василя Земляка
- Житомирська центральна районна бібліотека
- Житомирська обласна бібліотека для юнацтва
- Житомирська обласна універсальна наукова бібліотека ім. О. Ольжича
- КЗ «Централізована бібліотечна система» Житомирської міської ради

## Міські, районні
- Андрушівська центральна районна бібліотека
- Бердичівська районна бібліотека
- Бердичівська центральна міська бібліотека
- Баранівська бібліотека для дорослих та дітей
- Брусилівська центральна бібліотека
- Коростенська центральна міська бібліотека ім. Миколи Островського
- КЗ «Любарська центральна районна бібліотека»
- Коростенська районна бібліотека ім. М. Сингаївського
- Коростишівська публічна бібліотека
- Лугинська центральна районна бібліотека
- Любарська центральна районна бібліотека
- Малинська міська бібліотека
- Малинська центральна районна бібліотека ім. Василя Скуратівського
- Народицька селищна бібліотека
- Новоград-Волинська міська централізована бібліотечна система
- Овруцька центральна районна бібліотека для дорослих ім. Андрія Малишка
- Новоград-Волинська районна бібліотека ім. Лесі Українки
- Попільнянська центральна бібліотека Попільнянської ЦБС
- Пулинська районна бібліотека
- Радомишльська центральна районна бібліотека
- Романівська районна бібліотека для дорослих
- Ружинська центральна районна бібліотека
- Хорошівська центральна бібліотека Хорошівської ЦБС
- Центральна міська бібліотека ЦБС Олевської міської ради
- Черняхівська центральна районна бібліотека
- Чуднівська центральна районна бібліотека

## Селищних рад
- Бібліотека Пулинської селищної ради
- Ємільчинська центральна бібліотека Ємільчинської селищної ради об’єднаної територіальної громади
- КЗ «Білокоровицька бібліотека Білокоровицької сільської ради»
- КЗ «Чоповицька публічна бібліотека» Чоповицької селищної ради Малинського району
- КЗ» Словечанська публічна бібліотека» Словечанської сільської ради

## Спеціалізовані для дітей
- Бібліотека-філія № 1 для дітей КЗ «ЦБС» Житомирської міської ради
- Бібліотека-філія № 11 для дітей КЗ «ЦБС» Житомирської міської ради
- Бібліотека-філія № 12 для дітей КЗ «ЦБС» Житомирської міської ради
- Бібліотека-філія № 13 для дітей КЗ «ЦБС» Житомирської міської ради
- Бібліотека-філія № 14 для дітей КЗ «ЦБС» Житомирської міської ради
- Андрушівська районна бібліотека для дітей
- Бердичівська міська бібліотека для дітей
- Бердичівська районна бібліотека для дітей
- Брусилівська районна бібліотека для дітей
- Городницька бібліотека для дітей Городницької селищної ОТГ
- КЗ «Районна бібліотека для дітей Житомирської районної ради»
- Коростенська бібліотека-філія № 1 для дітей ім. Лесі Українки
- Коростенська бібліотека-філія № 3 для дітей
- Коростишівська дитяча бібліотека
- Лугинська районна бібліотека для дітей
- Любарська районна дитяча бібліотека
- Малинська міська бібліотека для дітей
- Новоград-Волинська Центральна дитяча бібліотека ім. Олени Пчілки
- Бібліотека-філія № 2 для дітей Новоград-Волинської міської бібліотеки для дітей
- Овруцька районна бібліотека для дітей
- Олевська міська бібліотека для дітей
- Попільнянська центральна бібліотека для дітей Попільнянської ЦБС Попільнянської селищної ради
- КУ Романівської районної ради «Романівська районна бібліотека для дітей»
- Ружинська районна бібліотека для дітей
- Черняхівська районна бібліотека для дітей
- Хорошівська бібліотека для дітей